# Mark Eidelstein
Mark Eidelstein (russe : Марк Эйдельштейн), né le 18 février 2002 à Nijni Novgorod est un acteur russe. Il se fait connaître en interprétant le rôle principal du drame initiatique Le Monde de Sacha, présenté à la Berlinale 2022, puis en jouant le fils d'un oligarque face à Mikey Madison dans la comédie dramatique américaine Anora, palme d'or 2024. Il est surnommé par les journalistes « le Timothée Chalamet russe »,,,

## Biographie
Mark Alexandrovitch Eidelstein (Марк Алекса́ндрович Эйдельштéйн) est né le 18 février 2002 à Nijni Novgorod dans une famille juive. Il a un frère cadet, Matveï (né en 2006). Sa mère, Olessia Valerievna Eidelstein, est professeur d'art dramatique à l'école de théâtre Evstigneïev (ru) de Nijni Novgorod, où le jeune homme s'est souvent absenté des cours. Père - Alexander Eidelstein, journaliste et promoteur de football, a travaillé à Moscou et à Tchoukotka, plus tard fonctionnaire.
Il passe une audition pour participer à la série télévisée Oulitsa (ru) (litt. « la rue »). Il est rejeté, ce qui lui laisse rétrospectivement un bon souvenir.
En 2018, Mark passe la sélection régionale du concours de jeunes récitants « Classiques vivants » et se rend à la finale russe, qui se tient au centre Artek. Il y rencontre le doyen de la faculté d'art dramatique de la GITIS, Taras Belooussov, qui conseille au jeune talent de terminer l'école le plus tôt possible et d'entrer dans une université de théâtre.
En 2019, après avoir obtenu son diplôme de fin d'études avec un examen externe, il entre à l'École-studio du Théâtre d'Art académique de Moscou (atelier de Brousnikine-Chtchedrine), d'où il sort diplômé en 2023.
En 2021, une anthologie de courts-métrages musicaux sur les adolescents, Chestnadtsat + (litt. « Seize ans et plus »), sort sur le portail cinéma en ligne Kion (ru). Les protagonistes du dixième court métrage Je n'ai pas peur sont Mark Eidelstein et Illarion Marov. La même année, il joue dans la comédie dramatique Première Neige (ru), qui marque les débuts en tant que réalisatrice de Natalia Kontchalovskaïa, la fille d'Andreï Kontchalovski.
En 2022, il obtient l'un des rôles principaux — Iouri, le petit-fils de 16 ans de l'abbé du monastère — dans la série télévisée Monastyr (ru),.
En 2023, il joue le rôle de Kolya Gerasimov dans le film D'ici cent ans, et commence à tourner le film biographique Vitrinny èkzempliar, dans lequel il interprète le rôle principal, le mathématicien Grigori Perelman dans sa jeunesse.
En 2024, il interprète Ivan, le fils d'un oligarque russe, dans le film Anora du réalisateur américain Sean Baker, qui remporte la Palme d'or au 77e Festival de Cannes.

## Filmographie
- 2021 - Première Neige (ru) (Первый снег) de Natalia Kontchalovskaïa
- 2022 - Le Monde de Sacha (Страна Саша) de Ioulia Trofimova
- 2023 - Pharma (Фарма) de Maria Kravtchenko [série télévisée]
- 2023 : Le Juste (Pravednik, Праведник) de Sergueï Oursouliak
- 2024 - L'Été viendra (Наступит лето) de Kirill Soulianov
- 2024 - L'Oiseau de feu (ru) (Жар-птица) de Roman Mikhaïlov (ru)
- 2024 - Anora de Sean Baker
- 2024 - D'ici cent ans (Сто лет тому вперёд) d'Alexandre Andriouchtchenko
- 2024 - Il faut faire des films sur l'amour (ru) (Надо снимать фильмы о любви) de Roman Mikhaïlov (ru)
- 2025 - Bouratino (Буратино) d"Igor Volochine